# Syzygium gracilipes
Syzygium gracilipes är en myrtenväxtart som först beskrevs av Asa Gray, och fick sitt nu gällande namn av Elmer Drew Merrill och Lily May Perry. Syzygium gracilipes ingår i släktet Syzygium och familjen myrtenväxter.
Artens utbredningsområde är Fiji. Inga underarter finns listade i Catalogue of Life.